# いまむらいづみ
いまむら いづみ（1933年1月22日 - ）は、日本の女優。
前進座に所属し、現在は前進座附属養成所の所長を務める座友である。ポーラテレビ小説「おりん」で主演した、元女優の佐藤万理は実子。俳優の藤川矢之輔は甥、女優の今村文美は姪。

## 経歴
- 1933年1月22日、東京生まれ[1]。父は前進座の座員・藤川八蔵[3]。
- 1937年、新協劇団の『アンナ・カレーニナ』で初舞台[3]。
- 1949年5月入座。『真夏の夜の夢』出演[3]。
- 1951年、「今村いづみ」の芸名で今井正監督の映画『どっこい生きてる』に出演[4]。
- 1984年、『エリザベス・サンダースホーム物語』の沢田美喜役で第9回菊田一夫演劇賞を受賞[3]。
- 1985年、映画『白い町ヒロシマ』に出演[5]。
- 1989年1月4日〜3月3日、TBS「花王 愛の劇場」『ああわが家』にレギュラー出演。
- 1992年7月8日、フジテレビ『一枚の写真』に出演。
- 1993年、主演の『母』（三浦綾子原作、小林セキ役）初演[3]。
- 2006年5月、映画『恋するトマト』に出演[3]。
- 2016年6月、ドラマ『居酒屋もへじ5～母という字～』に出演[3]。

## 著書
- 『夢いっぱい 精一杯 芝居と私と前進座』（新日本出版社、1993年）